# Milikapiti
Milikapiti – miejscowość położona na wyspie Melville, na obszarze Terytorium Północnego w Australii.